# Malechowo (Ustronie Morskie)
Malechowo (deutsch Malchowbrück oder Forsthaus Malchowbrück) ist ein Wohnplatz in der Woiwodschaft Westpommern in Polen. Er gehört zu der Gmina Ustronie Morskie (Landgemeinde Henkenhagen) im Powiat Kołobrzeski (Kolberger Kreis).
Der Wohnplatz liegt in Hinterpommern, etwa 115 Kilometer nordöstlich von Stettin und etwa 10 Kilometer östlich von Kołobrzeg (Kolberg). Die Ostseeküste mit dem Ostseebad Ustronie Morskie (Henkenhagen) liegt etwa drei Kilometer nördlich. Der nächste Nachbarort ist im Osten das Dorf Kukinka (Neu Quetzin).
Der Wohnplatz geht zurück auf ein Forsthaus, das im 19. Jahrhundert am Ostrand des Kolberger Stadtwalds errichtet wurde. Im Jahre 1864 genehmigte die Regierung in Köslin hierfür den Namen Malchowbrück. Der Ortsname bezieht sich auf die nahegelegene Brücke über das Flüsschen Malchow. Nach der Volkszählung von 1871 bestand in Malchowbrück, das zur Stadtgemeinde Kolberg gehörte, ein Wohnhaus mit neun Einwohnern.
Später entstand nördlich des Forsthauses auf Flächen, die zur Stadtgemeinde Kolberg gehörten, eine Gruppe von Hofstellen, die ebenfalls den Namen Malchowbrück führte. Vor 1945 bildeten Forsthaus Malchowbrück und Malchowbrück Wohnplätze im Stadtkreis Kolberg der preußischen Provinz Pommern.
Nach 1945 kam Malchowbrück, wie ganz Hinterpommern, an Polen. Es erhielt den polnischen Ortsnamen Malechowo.